# Rija Nưgar
Rija Nưgar có nghĩa là lễ hội của xứ sở (Rija: lễ, Nưgar: xứ sở). Đây là lễ hội truyền thống lớn nhất của dân tộc Chăm, bên cạnh hai lễ hội dân gian khác là Katê và Bbơng muk kei (Ramadan hay Ramưwan).

## Mô tả
Lễ hội Rija Nưgar tương tự như Tết Nguyên đán của người Việt được tổ chức vào đầu tháng Giêng Chăm lịch. Người Chăm sử dụng lịch Sakti do thầy Cả sư ấn định. Tháng Giêng Chăm tương đương với tháng Tư Dương lịch. Trong hai ngày của lễ hội (ngày thứ Năm và thứ Sáu đầu tiên trong năm), tất cả người Chăm đều dâng lễ bái tạ thần linh và tổ tiên, tiếp sau đó là khoảng thời gian hội hè vui chơi thỏa thích. Với mong muốn tống cái xấu, rước cái tốt, hy vọng một năm mới tốt lành. Lễ Rija Nưgar được tổ chức theo quy mô từng làng, thường diễn ra trong một nhà lễ, được dựng tạm ở một mảnh đất trống đầu thôn.
Thời gian mở lễ:
Đầu năm khi nghe tiếng sấm rền vang ở phía đông, phía tây là báo hiệu một năm mới người Chăm sắp đến. Người Chăm bắt đầu tổ chức lễ hội đầu năm Rija Nưgar để tống khứ những điều xấu xa, xui xẻo, để năm mới đón nhận những điều tốt lành cho dân làng và đón nước, cầu mưa, chuẩn bị mở đầu cho việc khai trương, cầy cấy. Người Chăm có thành ngữ:
Khi nghe tiếng sấm hướng đông - tây
Nhân dân hớn hở mới hòng yên tâm
(Bilan than úk thanh ôn
Hamik grum mưnhi gah pur, pai)
Từ tiếng sấm đầu năm đó, người Chăm bắt đầu cắm mốc thời gian cho năm mới, cho lịch pháp. Đó cũng là ngày hội mở đầu năm - mồng một tháng giêng lịch Chăm. Kể từ mồng một cho đến hết thượng tuần trăng tháng giêng là thời gian mở hội lễ Rija Nưgar. Khắp nơi làng Chăm đều tổ chức lễ hội Rija Nưgar. Đối với làng Chăm Ahiêr thường tổ chức lễ hội Rija Nưgar vào ngày thứ tư, thứ năm và Chăm Awal thì ngày thứ năm, thứ sáu trong tuần và bắt đầu bằng các ngày lẻ (1, 3, 5, 7) trong tháng giêng.
2. Diễn biến lễ hội Rija Nưgar: